# St. Margaretha (Büttstedt)

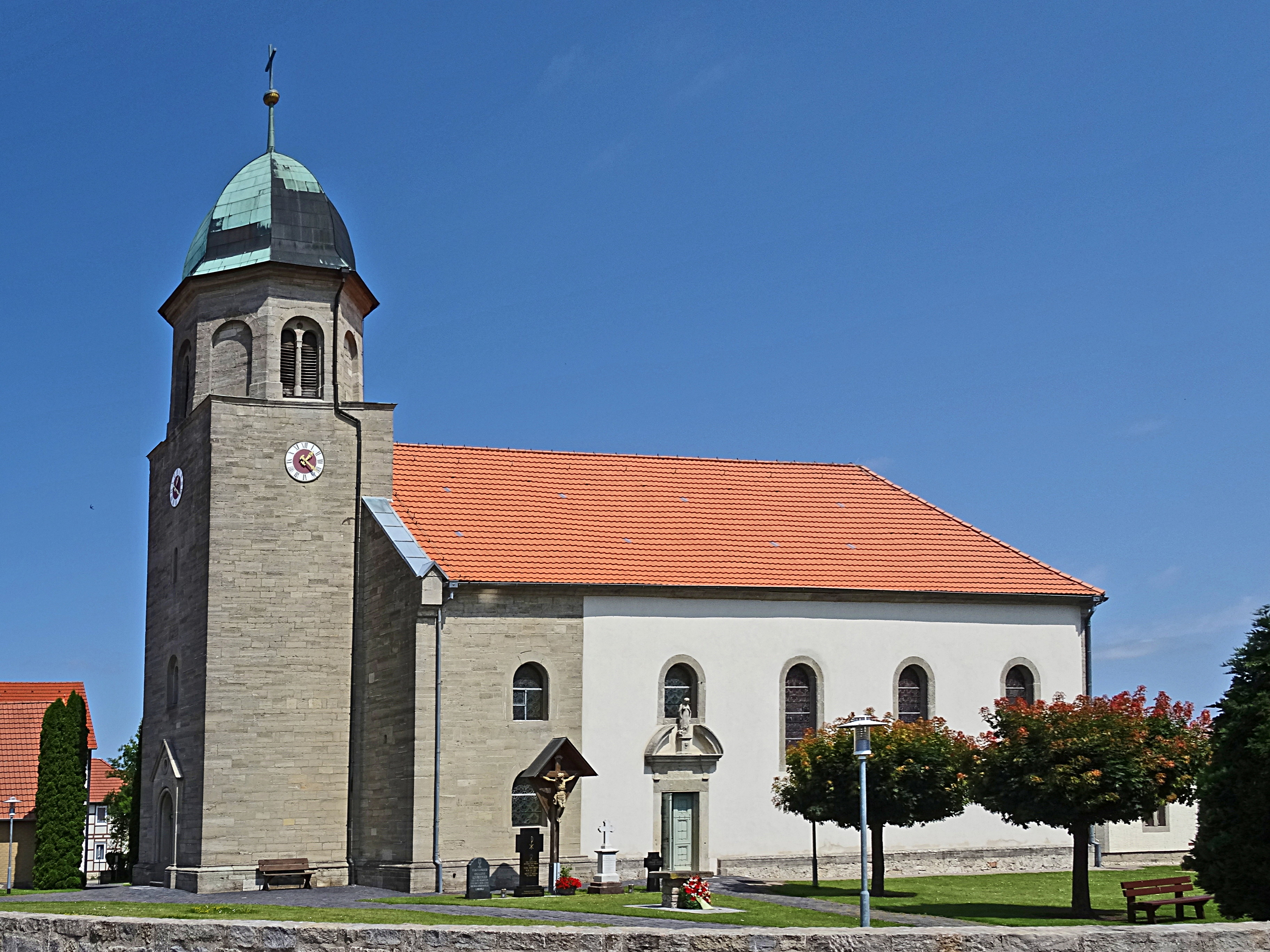
St. Margaretha

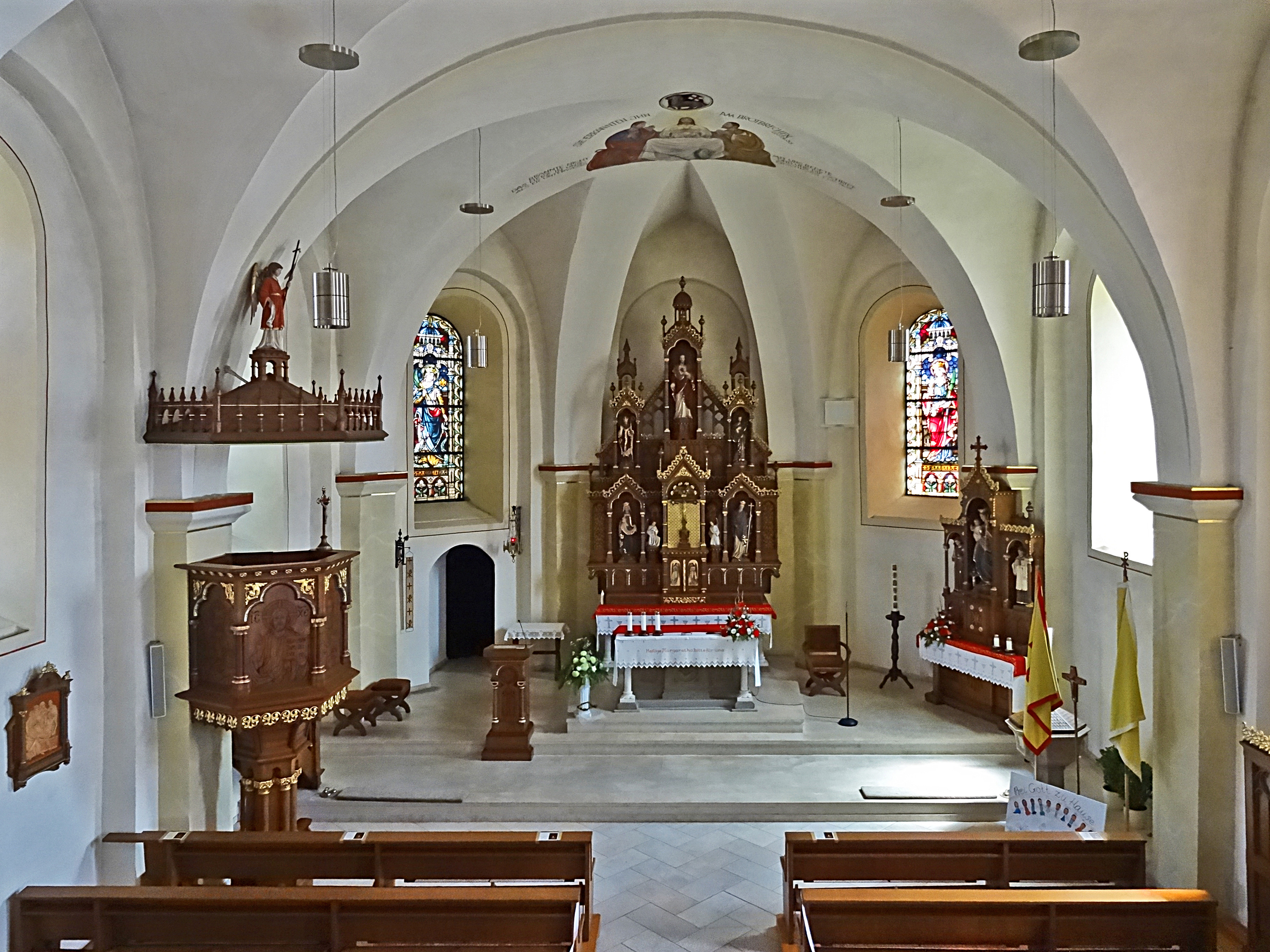
Altarraum

Die römisch-katholische Filialkirche St. Margaretha steht in Büttstedt im thüringischen Landkreis Eichsfeld. Sie ist Filialkirche der Pfarrei St. Georg und Juliana Küllstedt im Dekanat Dingelstädt des Bistums Erfurt. Sie trägt das Patrozinium der heiligen Margareta von Antiochia.

## Lage
Die Kirche befindet sich in der Schulstraße 13 in Büttstedt.

## Architektur

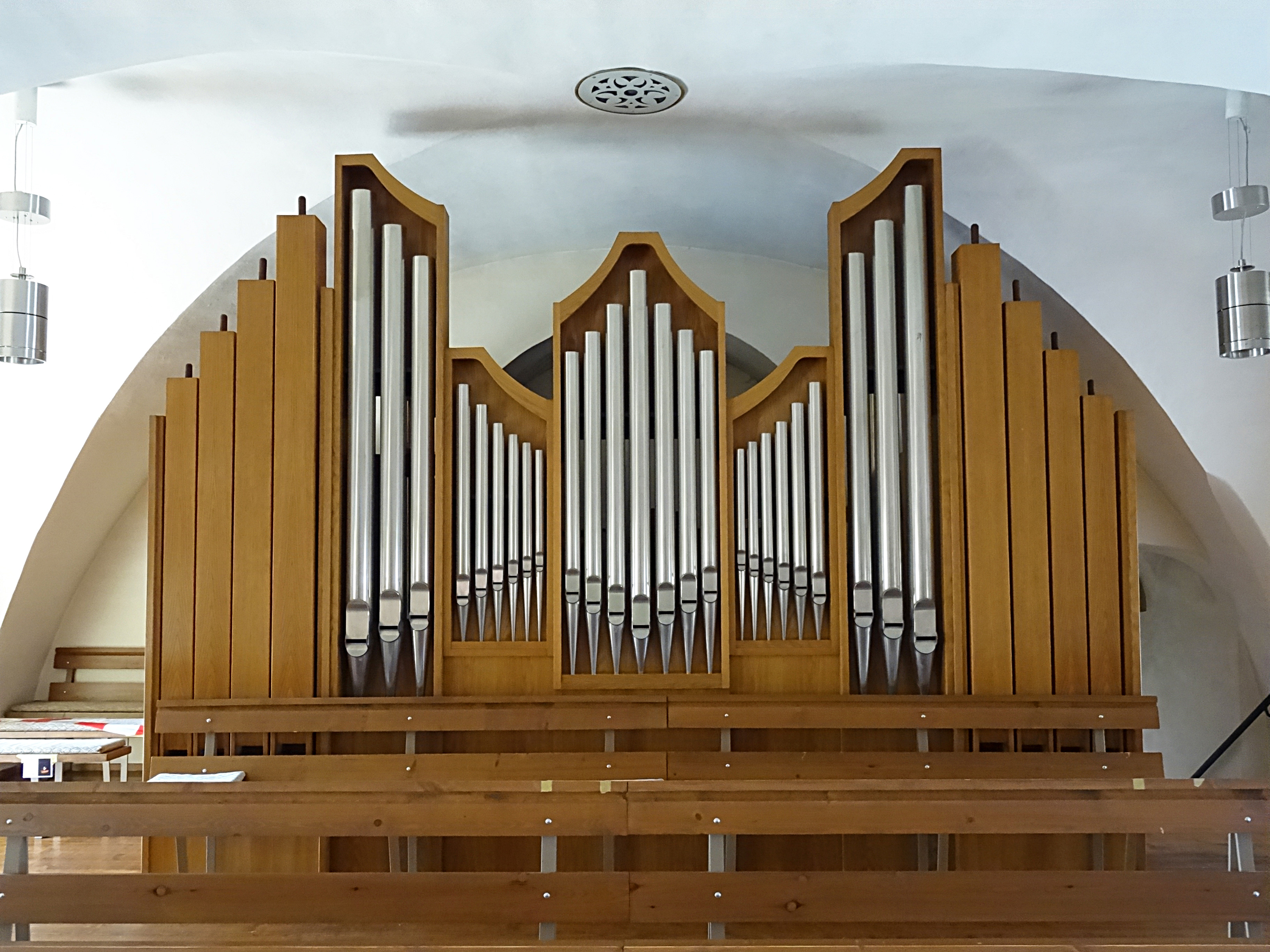
Speith-Orgel

Die mit einem Satteldach bedeckte Saalkirche hat einen dreiseitigen Chor und wurde 1734 im ummauerten Friedhof an Stelle eines Vorgängers erbaut, wie eine Inschrift bezeugt. Von 1875 bis 1880 wurde sie nach Westen um ein Joch erweitert und ein quadratischer Kirchturm angebaut. Beim barocken Teil wurde der Werkstein verputzt, beim Anbau ist der Werkstein steinsichtig. Der Turm hat einen achteckigen Aufsatz mit darauf sitzender, mit Kupfer bedeckter Haube. Das Kirchenschiff hat innen ein Kreuzgratgewölbe. Zwischen den Pfeilern an den Wänden sind Gurte gespannt.

## Ausstattung
Die farbig gefasste Innenausstattung des frühen 20. Jahrhunderts von Heinrich Schweppenstede (Wiedenbrück) ist vollständig erhalten. Der Hochaltar hat Statuetten von Heiligen unter Baldachinen, der Nebenaltar Figuren der Muttergottes und weiterer Heiliger. Im Chor und Kirchenschiff sind farbig gefasste Fenster, die zwischen 1904 und 1906 von Reuter und Reinhoff geschaffen wurden. Die Kreuzwegstationen aus Terrakotta sind 1903 entstanden. Die letzte Renovierung fand zwischen 1987 und 1992 statt.

## Orgel
Die Orgel mit 22 Registern, verteilt auf 2 Manuale und Pedal, wurde um 1930 von Speith Orgelbau gebaut. Eine Umdisponierung erfolgte 1960; eine Renovierung 1994.